# NGC 4618
NGC 4618 este o interacțiune de galaxii situată în constelația Câinii de Vânătoare. A fost descoperită în 9 aprilie 1787 de către William Herschel. Se află la o distanță de 6,52 megaparseci de Pământ.